# Pavelló municipal de la Nova Icària
El Pavelló municipal de la Nova Icària és una obra de Barcelona inclosa a l'Inventari del Patrimoni Arquitectònic de Catalunya.

## Descripció
És un edifici situat en una cantonada de l'Eixample de Barcelona, en un solar triangular. La seva estructura s'ajusta al traçat del bisell tot formant una capsa central que permet controlar la volumetria del conjunt a través de la coberta esglaonada i els cossos més petits dels laterals. La forma triangular desapareix interiorment per donar pas a tota una successió de franges rectangulars. L'immoble assoleix l'alçària màxima a la seva façana principal en xamfrà i decreix a mesura que s'endinsa en l'illa, de manera que la façana posterior, que dona a l'avinguda Bogatell, és la que té una alçada menor. L'edifici té una secció esglaonada on les peces s'orienten zenitalment tot buscant la llum, fet que garanteix la il·luminació natural al seu interior.

## Història
Edifici que va ser dissenyat pels arquitectes Franc Fernández i Moisés Gallego i que va ser construït entre els anys 1990 i 1994.